# Sarah Engell
Sarah Engell (født 24. marts 1979 i Tårnby) er en dansk forfatter. Hun er uddannet som pædagog fra Københavns Pædagogseminarium, optaget på Forfatterskolen for Børnelitteratur i 2014.